# وورث آن در راین
شهر وورث آن در راین (به آلمانی: Wörth am Rhein) در ایالت راینلند-فالتز در کشور آلمان واقع شده‌است.